# Liste des évêques et archevêques de Chieti
Pour un article plus général, voir Archidiocèse de Chieti-Vasto.
La liste des évêques et archevêques de Chieti recense les noms des évêques et archevêques qui se sont succédé sur le siège épiscopal de Chieti en Italie depuis sa fondation en 499. Le diocèse est élevé au rang d'archidiocèse métropolitain en 1526 et change de nom en 1982 pour devenir archidiocèse de Chieti-Vasto. 

## Évêques de Chieti
- Quinto (499)
- Barbato (594)
- Teodorico Ier (840)
- Lupo Ier (844)
- Pierre Ier (853)
- Teodorico II (880)
- Atinolfo (904)
- Rimo (962)
- Liudino (965)
- Lupo II (1008)
- Arnolfo (1049)
- Attone Ier (1056–1073)
- Celso (1073–1078)
- Rainolfo (1085–1105)
- Ruggero
- Guglielmo Ier (1107–1117)
- André Ier (1118)
- Gerardo (1118–1125)
- Attone II (1125–1137)
- Rustico (1137–1140)
- Alanno (1140–1150)
- André II (1150–1190)
- Pierre II (1191)
- Bartolomeo (1192–1227)
- Rainaldo (1228–1234)
- Gregorio di Poli (1234–1251)
- Landolfo Caracciolo (1252–1253)
- Alessandro di Capua (1253–1262)
- Nicola da Fossa O.Cist. (1262–1282)
- Tommaso (1282–1294)
- Guglielmo II (1292–1293) ?
- Rainaldo, O.P. (1295–1303)
- Mattia/Mathias de Théate (1303)
- Pietro III (1303–1320)
- Raimondo de Mausaco O.Min. (1324–1326)
- Giovanni Crispano de Rocca (1326–1336)
- Pietro Ferri (1336)
- Beltramino Paravicini (1336–1339)
- Guglielmo III Capoferro (1340–1352)
- Bartolomeo Papazzurri O.P. (1353–1362)
- Vitale da Bologna O.S.M. (1363–1373)
- Eleazario da Sabran (1373–1378)
- Giovanni de Comina (1378–1396)
- Guglielmo Carbone (1396–1418)
- Nicola Viviani (1419–1428)
- Marino de Tocco (1429–1438)
- Giovanni Battista della Buona (1438–1445)
- Colantonio Valignani (1445–1488)
- Alfonso d'Aragona (1488–1497)
- Giacomo Bacio Terracina (1497–1499)
  - Oliviero Carafa (1499–1501) (administrateur apostolique)
- Gian Pietro Carafa (1505–1518) (nommé archevêque de Brindisi)
  - Gian Pietro Carafa (1518–1524) (administrateur apostolique)
- Felice Trofino (1524–1526) (premier archevêque à partir de 1526)

## Archevêques de Chieti
- Felice Trofino (1526–1527)
- Guido de' Medici (1528–1537)
- Gian Pietro Carafa (1537–1549) (nommé archevêque de Naples)
- Bernardino Maffei (1549–1553)
- Marcantonio Maffei (1553–1568)
- Giovanni Oliva (1568–1577)
- Girolamo Leoni (1577–1578)
- Cesare Busdrago (1578–1585)
- Giovanni Battista Castrucci (1585–1591)
- Orazio Sanminiato (1591–1592)
- Matteo Sanminiato (1592–1607)
- Anselmo Marzato O.F.M.Cap. (1607)
- Orazio Maffei (1607–1609)
- Volpiano Volpi (1609–1615)
- Paolo Tolosa C.R. (1616–1618)
- Marsilio Peruzzi (1618–1631)
- Antonio Santacroce (1631–1636) (nommé archevêque d'Urbino)
- Stefano Sauli (1636–1649)
- Vincenzo Rabatta (1649–1654)
- Angelo Maria Ciria O.S.M. (1654–1656)
- Modesto Gavazzi O.F.M.Conv. (1657)
- Niccolò Radulovich (1659–1702)
- Vincenzo Capece (1703–1722)
- Filippo Valignani O.P. (1722–1737)
- Michele Palma (1737–1755)
- Nicola Sanchez De Luna (1755–1764) (nommé évêque de Nole)
- Francesco Brancia (1765–1770)
- Luigi del Giudice O.S.B.Coel. (1770–1792)
- Andrea Mirelli O.S.B.Coel. (1792–1795)
- Francesco Saverio Bassi O.S.B.Coel. (1796–1821)
- Carlo Maria Cernelli (1822–1838)
- Giosuè Maria Saggese C.SS.R. (1838–1852)
- Michele Manzo (1852–1856)
- Luigi Maria de Marinis (1856–1877)
- Fulco Luigi Ruffo-Scilla (1877–1887)
- Rocco Cocchia O.F.M. Cap. (1887–1901)
- Gennaro Costagliola C.M. (1901–1919)
- Nicola Monterisi (it) (1919–1929) (nommé archevêque de Salerne)
- Giuseppe Venturi (1931–1947)
- Giovanni Battista Bosio (1948–1967)
- Loris Francesco Capovilla (1967–1971) (nommé prélat de Lorette)
- Vincenzo Fagiolo (1971–1984)

## Archevêques de Chieti-Vasto
- Antonio Valentini (it) (1984–1993)
- Edoardo Menichelli (1994–2004) (nommé archevêque d'Ancône-Osimo)
- Bruno Forte (2004– ...)